# Limnogale mergulus
Limnogale mergulus là một loài động vật có vú trong họ Tenrecidae, bộ Afrosoricida. Loài này được Major mô tả năm 1896.

## Hình ảnh

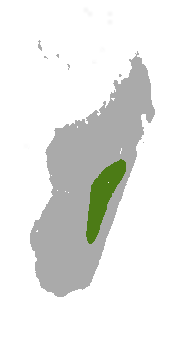